# Tatort: Gegen den Kopf
Gegen den Kopf ist ein Fernsehfilm aus der Krimireihe Tatort. Der vom RBB produzierte Beitrag wurde am 8. September 2013 im Ersten erstgesendet. Die Kriminalhauptkommissare Ritter und Stark vom Landeskriminalamt Berlin ermitteln in einem Fall, der sich mit Gewalt im öffentlichen Raum auseinandersetzt und das Thema Zivilcourage beleuchtet.

## Handlung
In der Berliner U-Bahn wird am frühen Morgen der 38-jährige Mark Haessler auf einem Bahnsteig von zwei jungen Männern attackiert und stirbt kurz darauf. Die zahlreichen Zeugen werden vom Team um die Hauptkommissare Till Ritter und Felix Stark vernommen, Bilder von Überwachungskameras und Mobiltelefonen zusammengetragen und das Geschehen auf dem Bahnsteig und dessen Vorgeschichte in der U-Bahn minutiös rekonstruiert. In der Presse werden Aufnahmen der Täter veröffentlicht und Haessler, der im Waggon einem Gehbehinderten gegen die beiden Täter zu Hilfe gekommen war, zum Helden erklärt. Als die Gerichtsmedizin herausfindet, dass nicht die Tritte an den Kopf, sondern ein anschließender Herzinfarkt die Todesursache war, stellt sich der Abiturient Konstantin Auerbach und nennt den Berufsschüler Achim Wozniak als den für die Körperverletzungen Verantwortlichen; dieser wiederum beschuldigt Auerbach.
Als Bilder der beiden den Zeugen vorgelegt werden, widersprechen sich deren Aussagen in Bezug auf die Haupttäterschaft. Das von Wozniak zerstörte Smartphone von Haessler war jedoch während der zum Tod führenden Attacke eingeschaltet, da der Familienvater während des Aussteigens eine Nachricht auf den Anrufbeantworter seiner Geliebten sprach. Dort finden die Ermittler die Aufzeichnung der Tat, die Auerbach als Totschläger überführt.

## Hintergrund
Der Film wurde vom 21. Februar 2013 bis zum 26. März 2013 in Berlin gedreht. Die Handlung hat Anklänge an die Tötungsfälle Dominik Brunner und Jonny K. In der Zuschauer-Bewertungsrangliste der Website Tatort-Fundus nahm Gegen den Kopf noch 2016 den zweiten Platz aller Tatort-Folgen ein.

## Rezeption

### Kritik
„Dieser sehenswerte Tatort erzählt auch eine Geschichte über eine Welt, in der tausend Augen immer alles betrachten, aber meistens erkennen sie: nichts.“

„Stephan Wagner macht im ‚Tatort – Gegen den Kopf‘ ernst mit dem oft beschworenen, selten eingelösten Diktum vom Krimi als Spiegel der Gesellschaft. Der sinnlose Tötungsakt in einer Berliner U-Bahn-Station ist eingebettet in ein interaktives Bündel aus sozialen, politischen und psychologischen Motiven: nackte Gewalt, unterlassene Hilfeleistung, die Medien, die Justiz – dieser mitreißende Krimi ist mehr als ein multiperspektivisches Puzzle, das sich aus der Analyse von Überwachungsvideos, Telefonaten und Zeugenaussagen zusammensetzt.“

### Einschaltquoten
Die Erstausstrahlung von Gegen den Kopf am 8. September 2013 wurde in Deutschland von insgesamt 8,86 Millionen Zuschauern gesehen und erreichte einen Marktanteil von 26,4 % für Das Erste; in der Gruppe der 14- bis 49-jährigen Zuschauer konnten 2,68 Millionen Zuschauer und ein Marktanteil von 19,9 % erreicht werden.